# Schulpflichtgesetz (Nordrhein-Westfalen)
Das Gesetz über die Schulpflicht im Lande Nordrhein-Westfalen (Schulpflichtgesetz – SchpflG) war ein Gesetz in Nordrhein-Westfalen für das Schulwesen, das das bis 1966 als Landesrecht fortgeltende Reichsschulpflichtgesetz ersetzte. Es regelte die Schulpflicht, insbesondere auch die Einschulung. Die Schulpflicht umfasst die Pflicht zum Besuch einer allgemein bildenden  Vollzeitschule (Vollzeitschulpflicht) und die die Pflicht zum Besuch der Berufsschule (Berufsschulpflicht). Die letzte Fassung des Gesetzes wurde am 2. Februar 1980 bekanntgemacht. Am 1. August 2005 wurde es vom Schulgesetz NRW abgelöst.